# Бобровский, Павел Осипович
Па́вел О́сипович Бобро́вский (21 марта [2 апреля] 1832, имение Вакка [близ Вильни], Гродненская губерния, Российская империя — 3 [16] февраля 1905, Санкт-Петербург) — русский генерал от инфантерии, военный юрист и историк, этнограф, сенатор.

## Биография
Происходил из дворянского рода Гродненской губернии. Православного вероисповедания.
Был одним из двух сыновей Иосифа (Осипа) Кирилловича Бобровского, профессора Виленского университета, получившего известность как доктор философии и магистр права, и Марии Павловны (урождённой Кунахович), происходившей из обедневшего дворянского рода с Дрогичинщины. В 1843 году отец скоропостижно скончался, и заботы об осиротевшей семье (Павле с братом Михаилом, и их матери) взял на себя дядя, Михаил Кириллович Бобровский.
Образование Павел Осипович получил в Полоцком кадетском корпусе (1849) и в Дворянском полку, 7 августа 1851 года был произведён в первый офицерский чин и выпущен в Лейб-гвардии Литовский полк. Участвовал в кампании 1853—1854 годов на Дунайском театре военных действий. Во время боевых действий Бобровский был назначен командиром взвода Екатеринбургского полка Мало-Валахского отряда. В 1857 году окончил курс в Николаевской академии генерального штаба. Возглавлял юнкерские военные училища. 11 апреля 1854 года получил звание подпоручика, а 22 августа того же года ― поручика. 17 января 1858 года получил штабс-капитана. 1 января 1859 года, с присвоением звания капитана, назначен старшим адъютантом штаба 1-го армейского корпуса. Находясь в этой должности, Бобровский организовал при штабе занятия по топографии. С получением 30 августа 1861 года звания подполковника Бобровский поступил на должность штаб-офицера для особых поручений при штабе того же корпуса. 2 ноября 1862 года вступил в должность обер-квартирмейстера 4-го армейского корпуса (впоследствии ― 1-й резервный). 2 июля 1863 года назначен командиром батальона во 2-м Константиновском училище. С 10 июня 1864 года состоял для особых поручений при главном управлении военно-учебных заведений. 30 августа 1864 года присвоено звание полковника, а 1 января 1872 года ― генерал-майора. С 25 декабря 1875 года ― начальник Военно-юридической академии. 30 августа 1881 года присвоено звание генерал-лейтенанта. С 14 мая 1896 года произведён в генералы от инфантерии. 1 января 1897 года был назначен сенатором, и находился на этом посту вплоть до своей смерти 3 февраля 1905 года.
Похоронен на кладбище рядом с имением «Макули», ныне Макуляй близ города Зарасай в Литве.

## Научная деятельность
Бобровский был членом-сотрудником Русского географического общества. Руководил сбором географо-статистических и топографических материалов по Гродненской губернии. Занимался изучением военной истории России. Исследования Бобровского публиковались в таких газетных и журнальных изданиях как «Журнал Министерства внутренних дел», «Журнал Министерства народного просвещения», «Виленский вестник», «Вестник Западной России», «Юридический вестник», «Русский вестник», «Русская старина», «Русский инвалид», «Военный сборник», «Педагогический сборник», «Славянские известия» и др. Бобровский является автором ряда трудов по истории полков, военного права, военной статистики и истории церкви и др.

## Награды
- Орден Святой Анны 3-й степени (1861)
- Орден Святого Владимира 4-й степени (1863)
- Малая золотая медаль (РГО) (1863)[5]
- Орден Святого Станислава 2-й степени (1864)
- Орден Святой Анны 2-й степени с императорской короной (1866)
- Орден Святого Владимира 3-й степени (1868)
- Орден Святого Станислава 1-й степени (1872)
- Орден Святой Анны 1-й степени (1875)
- подарок по чину (1876)
- Орден Святого Владимира 2-й степени (1878)
- Орден Белого орла (1885)
- знак отличия «За безупречную службу» (XL) (1892)
- золотая табакерка, украшенная бриллиантами с вензелевым изображением Высочайшего Имени (1894)

## Семья
Родители:
- отец — Иосиф Кириллович Бобровский (до 1784—1843[1]) ― профессор Виленского университета, доктор философии и магистр права.
- мать — Мария Павловна (урождённая Кунахович, во втором браке — Васьневская[6]; ?—1854[7]) — из обедневшего дворянского рода с Дрогичинщины. Вторично вышла замуж в 1847 году[8].

Был трижды женат. Первая жена — Надежда Ивановна (?—?). В 1870 году вторично женился на дочери д.с.с. Марии Васильевне Пантелеевой (1849—1883). Овдовев в 1883 году, женился в третий раз на вдове коллежского асессора Евгении Александровне Николаевой, урожденной Григоровской (1848—?). Имел 6 детей (трёх сыновей и трёх дочерей):
- Сергей Павлович Бобровский (28.5.1875 — ?)[9][13] — военный инженер, мостостроитель, педагог; генерал-майор. Умер в Буэнос-Айресе. Позже (1985—1991) прах был перенесен на Котляковское кладбище Москвы.
- Михаил Павлович Бобровский (22.10.1876—?)[9] — выпускник Пажеского корпуса, хорунжий 3-го Кубанского пластунского батальона; погиб на юге России во время Гражданской войны.
- Василий Павлович Бобровский (17.08.1881[9]—28.02.1917) — выпускник Пажеского корпуса, полковник л.-гв. Егерского полка; погиб во время Февральской революции в Петрограде.
- Наталия (1861—?)[9]
- Елизавета (1871—?)[12][9]
- Мария (1874—?)[12][9]
- Евгения Павловна Лукницкая (28.10.1879[9]—13.6.1940) — одна из первых женщин в России, получившая водительское удостоверение, участница Первой мировой войны, сестра милосердия. Её сын — Павел Николаевич Лукницкий (1902—1973), прозаик, поэт, журналист, собиратель материалов об Анне Ахматовой и Николае Гумилёве.